# جامعة مارين نغوابي
جامعة مارين نغوابي هي الجامعة الوحيدة التي تمولها الدولة في جمهورية الكونغو . وهي تقع في عاصمة برازافيل .

## التاريخ
تأسست جامعة برازافيل في 4 ديسمبر 1971  وسط رغبات لتأكيد سيادة البلاد. بعد اغتيال الرئيس مارين نغوابي في 18 مارس 1977، أعيدت تسمية الجامعة على شرفه في 28 يوليو 1977.كانت جامعة برازافيل استمرارًا لمؤسسة التعليم العالي في وسط أفريقيا (1961)، والتي تطورت بدورها من مركز التعليم العالي في برازافيل (1959). لديها عدد من الحرم الجامعي المنفصل، لكل منها مكتبات فردية (عشر مكتبات مختلفة في عام 1993)، في برازافيل وبقية أنحاء البلاد. أكبر وأهم مكتبة هي ما تسمى المكتبة المركزية، مكتبة كلية العلوم الإنسانية والمعهد المتقدم للعلوم الاقتصادية والقانونية والإدارية والتنظيمية (التسميات 1993)؛ نشأت هذه المكتبة في مكتبة حكومة أفريقيا الاستوائية الفرنسية والتحالف الفرنسي.
في البداية، كان للجامعة أربع كليات و3000 طالب. بحلول عام 2012، نمت إلى 11 كلية وحوالي 20000 طالب.

### المؤسسات
( اعتبارًا من 2012 :
- كلية الحقوق
- كلية العلوم الاقتصادية
- كلية الآداب والعلوم الإنسانية
- كلية العلوم
- كلية العلوم الصحية
- المعهد الأعلى للإدارة
- معهد التنمية الريفية
- المعهد العالي للتربية البدنية والرياضية
- المدرسة الوطنية للإدارة والقضاء
- المدرسة الوطنية للدراسات المتقدمة
- مدرسة البوليتكنيك الوطنية

## الخريجين
- فيكتور نجيمبو مواندا (1969 -) ، كاتب ومترجم
- إديث بونغو (1964-2009) ، طبيب والسيدة الأولى السابقة للغابون
- دلفين جريبي (1960 -) ، محامية وناشطة في مجال حقوق الإنسان
- موسى فكي محمد(1960/ بلتين), مفكر و سياسي تشادي

## روابط خارجية
- الموقع الرسمي باللغة الفرنسية